# 伊博说唱
伊博说唱（英語：Igbo rap）是一种尼日利亚风格的嘻哈音乐，起源于伊博人为主的尼日利亚东南部地区，自2000年以来越来越流行。这种风格主要受到伊博传统音乐和非裔美国人音乐的影响。除了其他衍生风格外，它还可以与highlife、R&B和afro soul相结合。大多数表演伊博人说唱的艺术家和团体通常用Igbo语言来表达他们的歌词，尽管在某些情况下，伊博语与英语相混合。
早期的先驱者包括Mr Raw（以前是Dat N.I.G.G.A.Raw）、Massai、Slowdog、MC Loph和2Shotz。如今，许多音乐表演如Phyno、Zoro、BosaLin、Hype MC（Raw先生的弟弟）、K-Large（被认为是最快的伊博人说唱歌手）Chimason和Tidinz都被认为是伊博人说唱艺术家。